# MV Langeland
MV Langeland var ett 70 meter långt norskt lastfartyg på 2 500 dödviktston. Fartyget förliste i Kosterfjorden strax söder om Kosteröarna den 31 juli 2009. Fartyget var då på väg från Karlshamn till Moss i Norge. Båten, som tillhörde Myklebusthaug Management A/S, byggdes i Eide i Norge 1971. I februari 2007 gick MV Langeland på grund utanför Landskrona, och fick dras loss av en bogserbåt.

## Förlisningen
MV Langeland förliste i Kosterfjorden den 31 juli 2009. Båten var på väg till Moss lastad med sten och hade senast siktats vid Ramskär klockan 05.35 när förlisningen inträffade. Hela besättningen, som bestod av fyra ryska och två ukrainska medborgare, befanns saknad. Räddningspersonalen hittade vrakdelar, tomma flytvästar och uppblåsta räddningsbåtar.

MV Langeland sjönk strax söder om Ramsö. På den plats där Sjöräddningen misstänkte att förlisningen ägt rum är havet flera hundra meter djupt, vilket försvårade räddningsarbetena. I samband med förlisningen skedde också stora utsläpp av olja. Man hittade olja på 25 meters djup.